# Роз'їзд 189
Роз'ї́зд 189 (каз. рзд.189) — станційне селище у складі Жанааркинського району Улитауської області Казахстану. Входить до складу Єралієвського сільського округу.
Населення — 180 осіб (2021; 243 у 2009, 257 у 1999, 144 у 1989).
Національний склад станом на 1989 рік:
- казахи — 100 %.

Станом на 1989 рік селище називалось 189 км.